# Víktor Shasherin
Víktor Vladímirovich Shasherin –en ruso, Виктор Владимирович Шашерин– (Almá-Atá, URSS, 23 de julio de 1962) es un deportista soviético que compitió en patinaje de velocidad sobre hielo.
Ganó una medalla de bronce en el Campeonato Mundial de Patinaje de Velocidad sobre Hielo de 1986. Participó en los Juegos Olímpicos de Sarajevo 1984, ocupando el sexto lugar en la prueba de 1000 m y el octavo en 1500 m.

## Palmarés internacional
| Campeonato Mundial | Campeonato Mundial | Campeonato Mundial | Campeonato Mundial    |
| Año                | Lugar              | Medalla            | Prueba                |
| ------------------ | ------------------ | ------------------ | --------------------- |
| 1986               | Inzell (RFA)       | Medalla de bronce  | Clasificación general |